# The Lighthouse (film)
The Lighthouse is een zwart-withorrorfilm uit 2019, geregisseerd door Robert Eggers. 

## Verhaal
The Lighthouse verhaalt het leven, eind 19de eeuw, van twee geïsoleerde vuurtorenwachters die langzamerhand naar de waanzin afglijden.

## Rolverdeling
| Acteur           | Personage       |
| ---------------- | --------------- |
| Willem Dafoe     | Thomas Wake     |
| Robert Pattinson | Ephraim Winslow |
| Valeriia Karaman | de Zeemeermin   |

## Prijzen en nominaties
| Jaar | Prijs / Festival                 | Categorie                                          | Genomineerde(n) | Uitslag     | Ref(s) |
| ---- | -------------------------------- | -------------------------------------------------- | --------------- | ----------- | ------ |
| 2019 | Filmfestival van Cannes          | Fipresci (prijs van de internationale filmkritiek) | Robert Eggers   | Gewonnen    | [ 2 ]  |
| 2019 | Deauville American Film Festival | Juryprijs                                          | Robert Eggers   | Gewonnen    | [ 3 ]  |
| 2020 | Academy Awards                   | Beste camerawerk                                   | Jarin Blaschke  | Genomineerd | [ 4 ]  |